# Eden (Wisconsin)
Eden es una villa ubicada en el condado de Fond du Lac en el estado estadounidense de Wisconsin. En el Censo de 2010 tenía una población de 875 habitantes y una densidad poblacional de 546,67 personas por km².

## Geografía
Eden se encuentra ubicada en las coordenadas 43°41′39″N 88°21′58″O / 43.69417, -88.36611. Según la Oficina del Censo de los Estados Unidos, Eden tiene una superficie total de 1.6 km², de la cual 1.56 km² corresponden a tierra firme y (2.75%) 0.04 km² es agua.

## Demografía
Según el censo de 2010, había 875 personas residiendo en Eden. La densidad de población era de 546,67 hab./km². De los 875 habitantes, Eden estaba compuesto por el 94.51% blancos, el 0.23% eran afroamericanos, el 0.69% eran amerindios, el 0.34% eran asiáticos, el 0% eran isleños del Pacífico, el 2.63% eran de otras razas y el 1.6% pertenecían a dos o más razas. Del total de la población el 4.69% eran hispanos o latinos de cualquier raza.